# To Speak of Wolves
To Speak of Wolves is een Amerikaanse christelijke metalcore-band uit Greensboro (North Carolina), opgericht in 2007. De band heeft de drie volledige studioalbums  Myself <Letting Go, Find Your Worth, Come Home en Dead in the Shadow uitgebracht. De band werd opgericht door Phil Chamberlain, de broer van Underoath-frontman en nu de frontman van Sleepwave, Spencer Chamberlain, Aaron Shelton en Chris Shelton, voorheen lid van het Human Flight Committee, Drew Fulk en Matthew Goldfarb.

## Bezetting
Huidige bezetting
- Phil Chamberlain (drums, sinds 2007)
- Andrew Gaultier (leadgitaar, ritmegitaar, achtergrondzang, sinds 2016)
- William 'Gage' Speas (leadzang, sinds 2011)
- Seth Webster (basgitaar, sinds 2012)

Voormalige leden
- Rick Jacobs (leadzang, 2009–2011)
- Will McCutcheon (basgitaar, achtergrondzang, 2009-2012)
- Corey Doran (ritmegitaar, 2009-2016; leadgitaar, 2016)
- Aaron Shelton (leadzang, 2008-2009; achtergrondzang, ritmegitaar, 2007-2008)
- Aaron Marsh (leadzang, 2007-2008)

- Chris Shelton (basgitaar, 2007-2009)
- Matthew 'Goldie' Goldfarb (leadgitaar, 2007-2009)
- Drew Fulk (ritmegitaar, 2007-2009; leadgitaar, 2007-2008)
- Aaron Kisling (leadgitaar, 2009-2016)

## Geschiedenis
To Speak of Wolves werd opgericht in 2007 met ex-leden van verschillende touringbands, waaronder Sullivan, This Runs Through en Human Flight Committee. Ze tekenden bij Tragic Hero Records en brachten hun eerste ep Following Voices uit. Hierna onderging de band een aantal bezettingswijzigingen, voordat ze genoegen nam met de huidige bezetting en tekende bij Solid State Records. In 2010 brachten ze hun eerste volledige album Myself <Letting Go uit. Eind 2010 verliet leadzanger Rick Jacobs de band en werd vervangen door de voormalige merchandise-man Gage Speas van Oh, Sleeper. Basgitarist Will McCutcheon verliet de band en werd vervangen door Seth Webster. Het tweede album Find Your Worth, Come Home werd op 22 mei 2012 uitgebracht bij Solid State Records. Dit was het eerste album van To Speak of Wolves met William 'Gage' Speas als leadzanger. In 2016 kondigde de band een comeback en de nieuwe ep New Bones aan, die op 16 september 2016 werd uitgebracht bij Cardigan Records.

## Discografie

### Studioalbums
- 2010: Myself < Letting Go (Solid State)
- 2012: Find Your Worth, Come Home (Solid State)
- 2017: Dead in the Shadow (Solid State)

### Ep's
- 2009: Following Voices (Tragic Hero)
- 2016: New Bones (Cardigan)